# Бој Ривер (Минесота)
Бој Ривер (енгл. Boy River) град је у америчкој савезној држави Минесота.

## Демографија
По попису из 2010. године број становника је 47, што је 9 (23,7%) становника више него 2000. године.
| Група             | 2000.      | 2010.       |
| Белци             | 31 (81,6%) | 47 (100,0%) |
| Афроамериканци    | 0 (0,0%)   | 0 (0,0%)    |
| Азијати           | 0 (0,0%)   | 0 (0,0%)    |
| Хиспаноамериканци | 1 (2,6%)   | 0 (0,0%)    |
| Укупно            | 38         | 47          |